# Sigrid Wille
Pour les articles homonymes, voir Wille.
Sigrid Wille (né le 2 novembre 1969) est une ancienne fondeuse allemande.

## Palmarès

### Championnats du monde
- Championnats du monde de 1999 à Ramsau am Dachstein  Autriche :
  -  Médaille de bronze en relais 4 × 5 km